# Tiw Valley
Das Tiw Valley ist ein Tal im ostantarktischen Viktorialand. In der Asgard Range liegt es östlich des Odin Valley.
Das Tal gehört zu einer Reihe geografischer Objekte in der Umgebung, die Namen aus der nordischen Mythologie tragen. Der Namensgeber hier ist Tyr (Altenglisch Tiw), Gott des Kampfes und Sieges. Die Benennung erfolgte 1976 auf Vorschlag des Advisory Committee on Antarctic Names nach Beratungen mit dem New Zealand Antarctic Place-Names Committee.